# 일류신 Il-80
일류신 Il-80(NATO 코드명: Maxdome)은 러시아의 지휘통제 항공기이다. 일류신 Il-86 여객기를 수정한 항공기이다. 1985년 여름에 첫 비행을 시작했으며 1987년 3월 5일에 첫 번째 항공기가 생산되었다. 현재까지 총 4대의 항공기가 일류신 Il-86을 기반으로 제작되었고 1992년부터 운영에 들어갔다. 비행기의 전체 사양은 여전히 비밀로 유지되고 있다.
이 비행기는 핵전쟁에서 러시아의 대통령을 포함한 러시아의 공무원들을 위한 공중 명령 센터로 사용할 목적으로 제작되었으며 문은 1개 밖에 없다. 항공기에는 조종석에 있는 창문을 제외하면 외부 창문이 없기 때문에 핵폭발에 저항할 능력을 갖고 있다.